# Rue du Chêne
La rue du Chêne (en néerlandais Eikstraat) à Bruxelles, est une très ancienne voirie qui monte, avec une dénivellation de huit mètres, depuis la rue de l'Étuve et le célèbre Manneken Pis jusqu'à la place de la Vieille Halle aux Blés.
Le premier Athénée royal de Bruxelles était situé au no 17 et a été remplacé par l'annexe « Chêne » du Conservatoire royal de Bruxelles.

## Maisons remarquables
Il s'y trouve de nombreuses maisons remarquables classées au patrimoine immobilier de la Région de Bruxelles-Capitale.

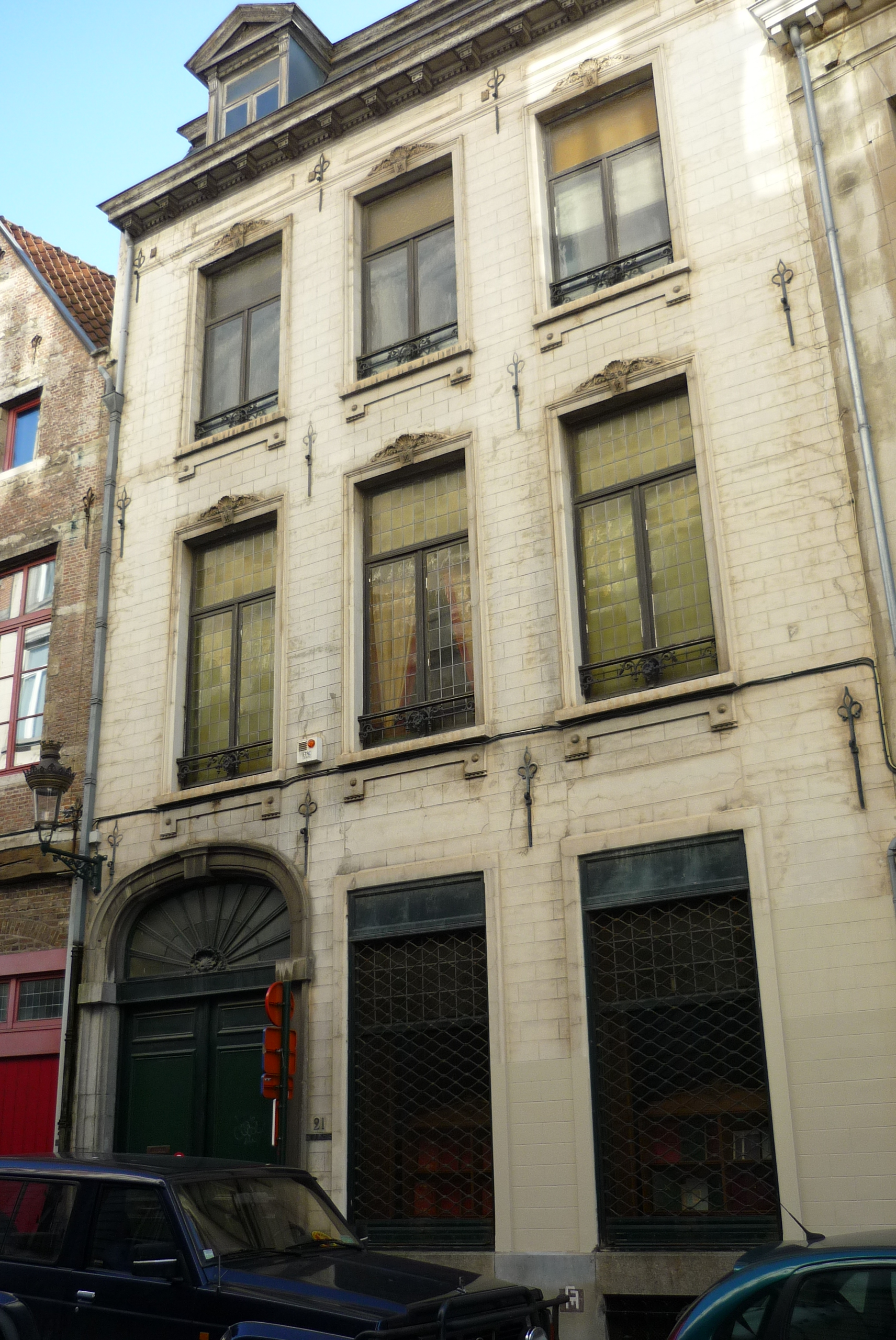
La maison appelée Den Engel (« L'Ange ») au no 21.
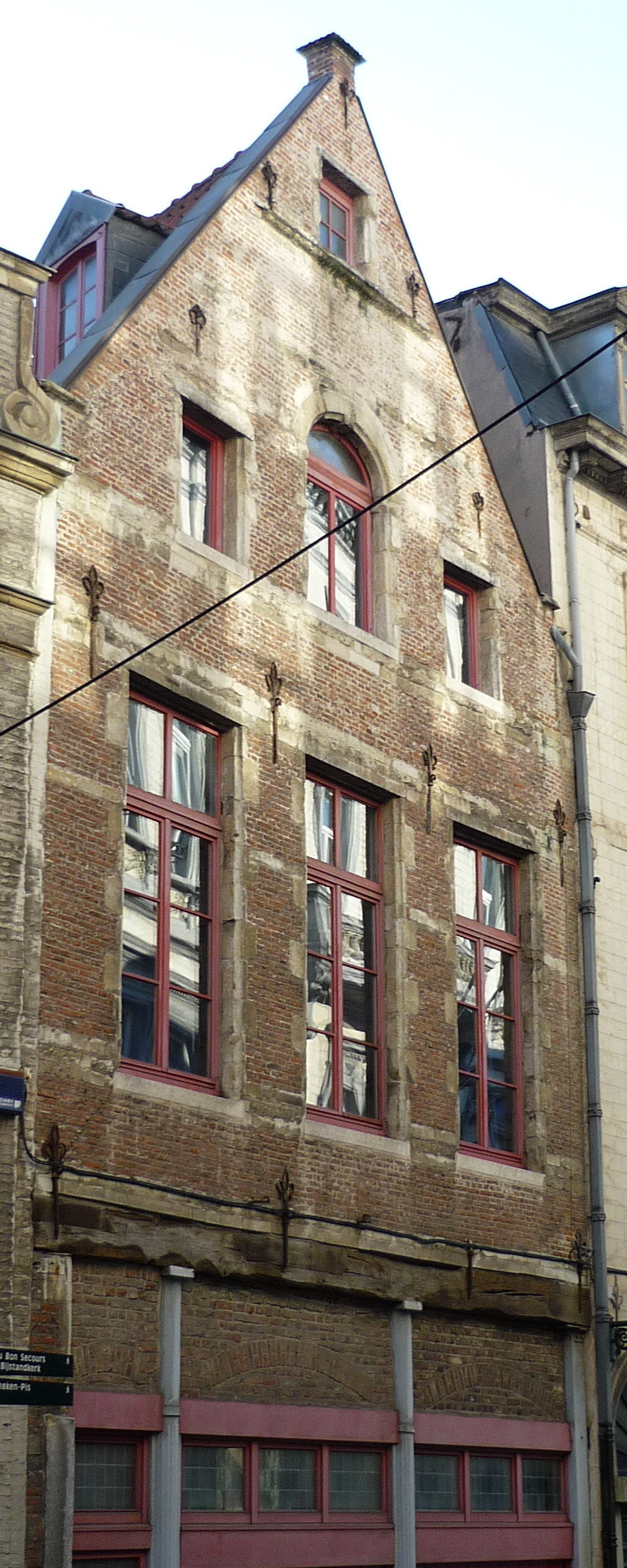
La maison De Swarte Lelie (« Le Lys noir ») aux nos 23-25
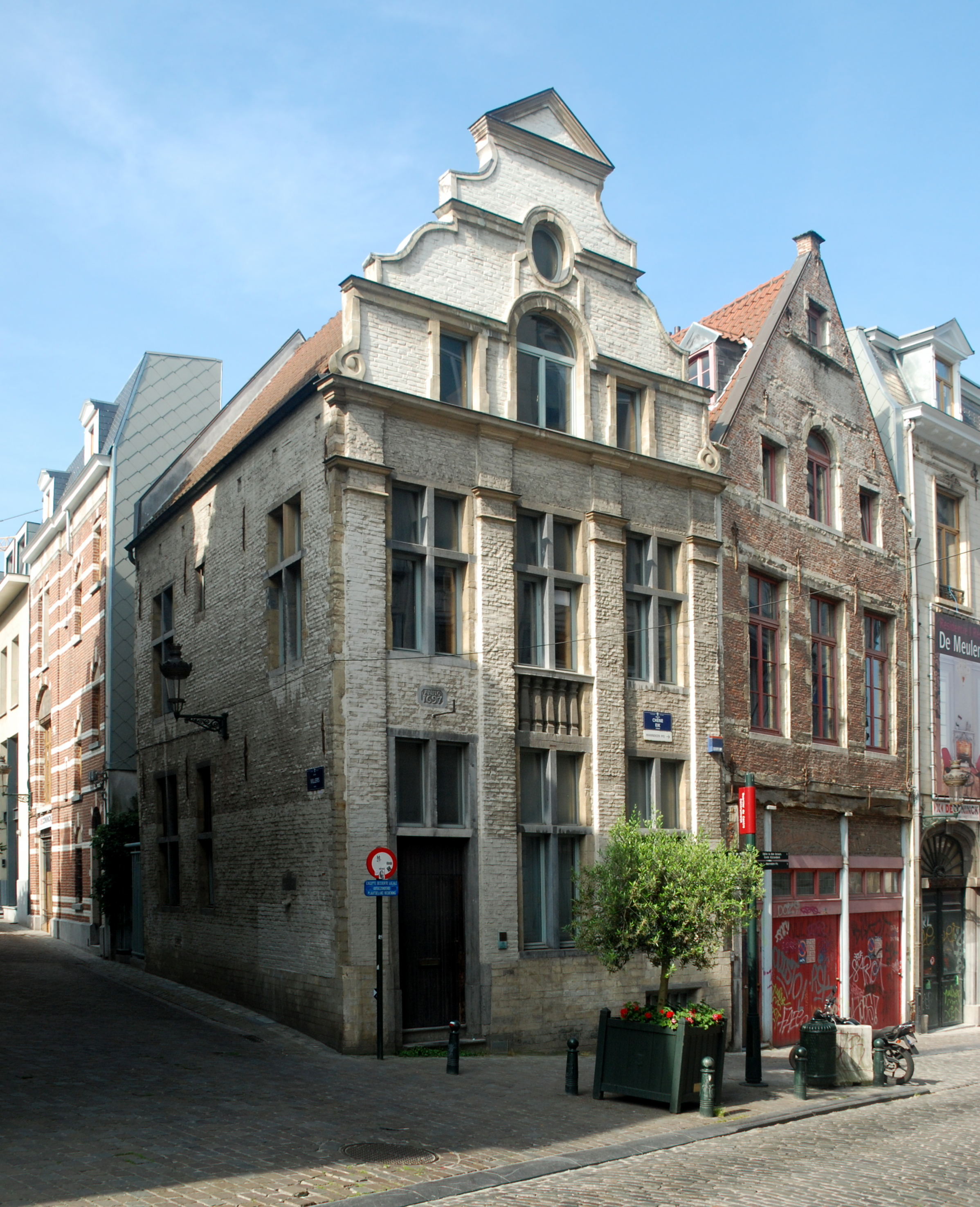
L'ancienne auberge Saint-Jean-Baptiste au no 27

### Côté impair
- au no 19 : la maison appelée Sint-Jooris ou Kleyne Sint-Jooris (« Saint-Georges » ou « Petit Saint-Georges »), faisant le coin avec l'impasse du Val des Roses. Cette maison était habitée en 1767 par l'aubergiste Paternotte, section 13, n° 151.
- au no 21 : un ancien hôtel de maître avec porte cochère, maison appelée jadis Den Engel (« L'Ange ») habitée en 1767 par le nommé De Nayer, boutiquier, section 13, n° 150. Cette maison est bien connue des bibliophiles car c'est là que se trouvait au XXe siècle la libraire ancienne Florent Tulkens, libraire-expert.
- aux nos 23-25 : l'ancienne maison appelée De Swarte Lelie (« Le Lys noir »), restaurée récemment et habitée lors du recensement de 1767 par un certain Theunes, section 13, n° 149.
- au no 27 : l'ancienne auberge Au Saint-Jean-Baptiste ('t Sint-Jan), transformée en musée privé par le peintre Philippe Schott. Propriété actuelle de la Fondation Roi Baudouin. Elle forme le coin avec la rue de Villers (anciennement rue du Chat Noir ou Zwarte Cattestraet). Cette maison était habitée en 1767 par N. Proost, aubergiste, section 13, n° 148.

### Côté pair
- au no 8 : remarquable immeuble Louis XVI, ancien hôtel du comte de Vischer de Celles